# Selaginella breweriana
Selaginella breweriana är en mosslummerväxtart som beskrevs av Alan Reid Smith. Selaginella breweriana ingår i släktet mosslumrar, och familjen mosslummerväxter. Inga underarter finns listade i Catalogue of Life.